# كرايستشرش يونايتد
نادي كرايستشرش يونايتد لكرة القدم (بالإنجليزية: Christchurch United Football Club) هو نادِ كرة قدم نيوزيلندي من مدينة كرايستشرش. تأسس عام 1970 وينافس في الدوري النيوزيلندي الوطني.